# 津軽岩木スカイライン

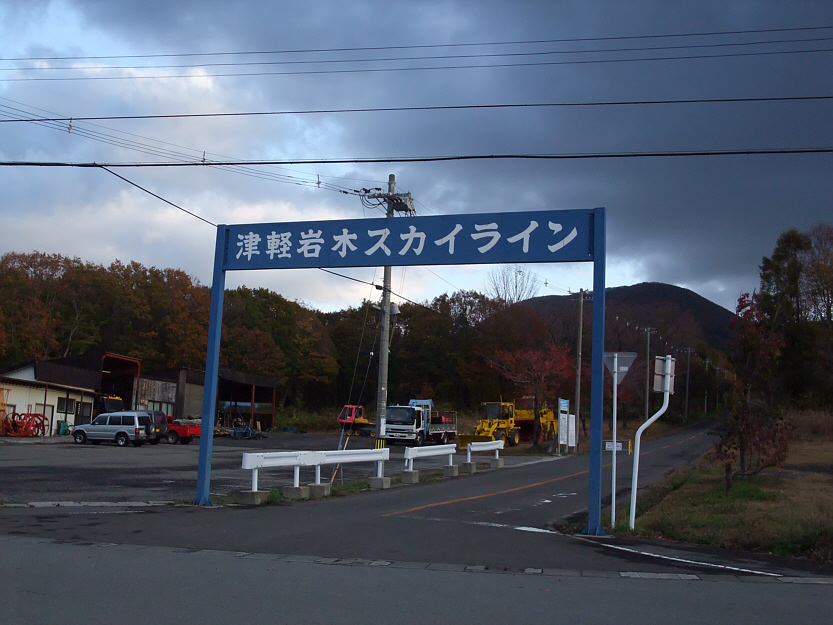
津軽岩木スカイライン入口

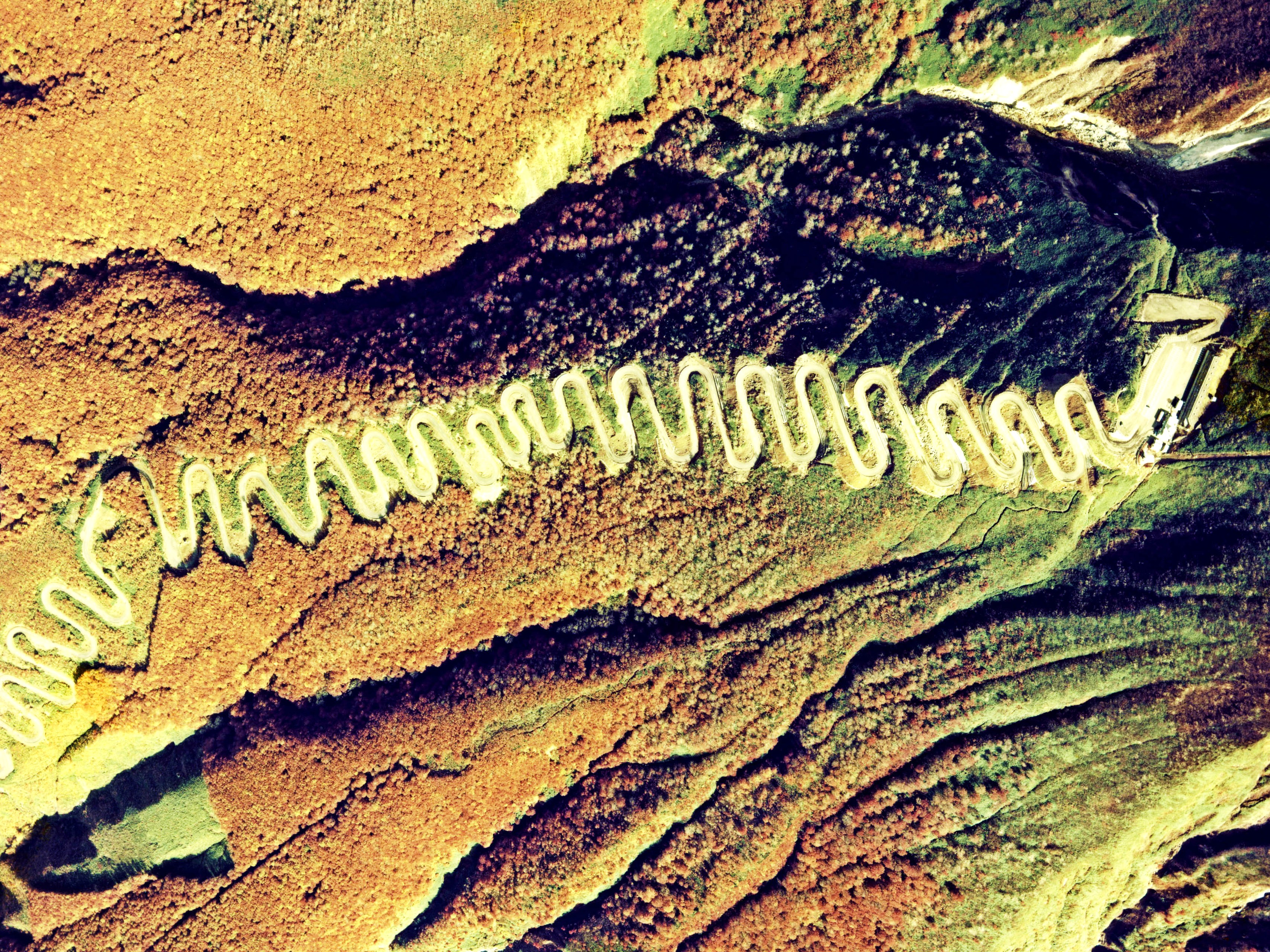
津軽岩木スカイラインの空中写真
連続するヘアピンカーブで斜面を登る形状であるのが分かる。右側の駐車場が8合目。
（1975年撮影）

津軽岩木スカイライン（つがるいわきスカイライン）は、青森県弘前市（旧・中津軽郡岩木町）にある一般自動車道事業による有料道路である。弘南バスの子会社の「株式会社岩木スカイライン」が管理・運営している。

## 概要
青森県で初めての有料道路として開通した観光・登山道路で、地元では津軽富士ともよばれる津軽地方最高峰の岩木山を、ふもとの羽黒温泉郷付近から8合目まで結んでいる。延長は9.8キロメートル (km) で、途中に69個の連続するカーブがあり、自動車で8合目まで行くのに片道約30分ほどを要する。道路交通法による一部車両通行規制として、自転車や125cc以下のバイクでは通行できない他、11月上旬から4月下旬ごろまで、積雪のため冬季閉鎖され通行止めとなる。
津軽岩木ライン公式マスコット「ぽんたくん」は、職員が沿線で目撃したタヌキがヒントとなって考案された。なお、名称は公募され選ばれたものである。
当道路を利用したヒルクライム競技「チャレンジヒルクライム岩木山」が2001年より実施されており、開催時（1日のうちおおむね午前中）は競技専用となり、通常の利用はできなくなる。
なお、開通当初は、「バスに揺られてハイヒールや革靴で（岩木山を）登るのは邪道だ」との批判もあった。

### 路線データ
- 起点 : 青森県弘前市大字常盤野字黒森56番地2号（青森県道3号弘前岳鰺ケ沢線分岐）
- 終点 : 青森県弘前市大字百沢字東岩木山（8合目）
- 延長 : 9.8 km[2]
- 営業時間 : 8時から17時 ※4月中旬から11月上旬まで営業。

## 沿革
- 1961年（昭和36年）3月27日 :弘南バスは、運輸省と建設省（どちらも現:国土交通省）に津軽岩木スカイラインの建設を申請[7]。
- 1962年（昭和37年）6月9日[7] : 着工[8]。一般自動車道事業免許を取得。
- 1965年（昭和40年）8月 : 弘南バス自動車道事業部が発足。
- 1965年（昭和40年）8月25日 : 開通[8]
- 1999年（平成11年）4月 : 弘南バスが出資する株式会社岩木スカイラインを設立し、運営・管理を弘南バス自動車道事業部から移管。

## 路線状況
ルート上に69個のカーブがあり、麓側の序盤の緩やかなカーブを3箇所抜けたところに料金所がある。料金所から山頂までの間のほぼすべてのカーブは90度以上に曲がる。35番カーブは緩やかであるが、36番カーブ以降の山頂までのカーブはヘアピンカーブとなる。周辺はブナの原生林に囲まれて、100メートルほどの直線道路と同程度の半径のカーブが連続して続くため、既視感が強い。
通行料金は普通車1830円で、冬季閉鎖期間は11月上旬から翌年4月下旬まである。

## 地理
青森県の津軽平野に独立峰としてそびえる岩木山は津軽国定公園にあり、古くから「お山参詣」の慣習など山岳信仰の山として知られている。（信仰の詳細は、岩木山を参照。）
山裾のスカイライン入口付近以外は直線がほとんどなく、連続する69ものヘアピンカーブで山の南西麓斜面を登って行く。道路沿線はブナの原生林の中を走り抜けるが、高度が増すほど松前や津軽半島の権現岬を望む展望が開けてゆき、8合目の登山口や登山リフト岩木山頂駅前の駐車場に到達する。その道路の標高差は約800メートルほどある。8合目駐車場付近から見る眼下の津軽平野と日本海の眺望は壮観で、七里長浜、権現崎や十三湖、さらに天候が良ければ龍飛崎や北海道まで遠望することもできる。なおこの岩木スカイラインが運営するリフトは、岩木山の8合目から9合目まで運行されていて、9合目の鳥海噴火口駅まで登山利用することができる。

## アクセス
自動車
- 東北自動車道大鰐弘前インターチェンジより、弘前南部広域農道（アップルロード）経由で約40分。

路線バス
- 弘南バス「弘前 - 枯木平線」で嶽温泉バス停にて下車し、「スカイライン シャトルバス」へ乗継ぎ。